# Joel Courtney
Joel Courtney (Monterrey, California, 31 de enero de 1996) es un actor estadounidense de cine y televisión.

## Biografía
Courtney nació en Monterrey, California, pero se crio en Moscow, Idaho, como el menor de cuatro hermanos.
Su hermano mayor es el también actor Caleb Courtney. La fama le llegó con el papel de Joseph "Joe" Lamb en el film de 2011 de J. J. Abrams Super 8.
Mientras vivía en Idaho, Courtney hizo un viaje a Los Ángeles durante la primera semana de sus vacaciones de verano en 2010, donde esperaba estar en un comercial y ganar 100 dólares.

## Carrera
En 2010, con 14 años, Courtney consiguió el papel protagonista de la película de ciencia ficción de J.J. Abrams Super 8, en su primera audición para una película.
En 2016, Courtney tuvo un papel de un episodio en la tercera temporada de Agents of SHIELD como Nathaniel Malick.
Courtney interpretó el papel principal en el proyecto independiente The River Thief (2016), dirigido por ND Wilson. En 2015, Courtney se unió al elenco de la película independiente Replicate y, en 2016, se unió al elenco de la película independiente F the Prom. En 2018, protagonizó la película de Netflix The Kissing Booth, un papel que repitió en la secuela de 2020 de la película The Kissing Booth 2. Courtney también repetirá su papel de Kissing Booth en la tercera película de la serie, The Kissing Booth 3, programada para estrenarse en 2021.

## Vida personal
El 14 de febrero de 2020 le propuso matrimonio a su novia de toda la vida, Mia Scholink, con la que se casó el día 27 de septiembre del mismo año.

## Filmografía

### Cine
| Año  | Título                        | Papel             | Notas |
| ---- | ----------------------------- | ----------------- | --- |
| 2011 | Super 8                       | Joseph "Joe" Lamb | Nominado - Teen Choice Awards al mejor actor revelación Nominado - Teen Choice Awards a la mejor química (compartido con el equipo de Super 8) |
| 2012 | The Between                   | Nick Madsen       | |
| 2014 | Sins of our Youth             | David             | |
| 2014 | Mercy                         | Buddy Bruckner    | |
| 2015 | Tom Sawyer & Huckleberry Finn | Tom Sawyer        | |
| 2016 | Dear Eleanor                  | Billy Hobgood     | |
| 2016 | The River Thief               | Diz               | |
| 2016 | Don't Let Me Go               | Nick Madsen       | |
| 2017 | F*&% the Prom                 | Cole              | |
| 2018 | The Kissing Booth             | Lee Flynn         | |
| 2019 | Assimilate                    | Zach Henderson    | |
| 2020 | The Kissing Booth 2           | Lee Flynn         | |
| 2021 | The Kissing Booth 3           | Lee Flynn         | |
| 2023 | Sick                          | Tyler             | |
| 2023 | Jesus Revolution              | Greg Laurie       | |
| 2024 | Los juegos del amor           | Little            | |

### Televisión
| Año  | Título                          | Papel            | Notas                         |
| ---- | ------------------------------- | ---------------- | ----------------------------- |
| 2011 | R. L. Stine's The Haunting Hour | John Westmore    | Creature Feature, 2 episodios |
| 2012 | Rogue                           | Griffin Jones    | No emitido                    |
| 2015 | The Messengers                  | Peter Moore      | 13 episodios                  |
| 2016 | Agents of S.H.I.E.L.D.          | Nathaniel Malick | 1 episodio                    |